# Cambria (Califórnia)
Cambria é uma região censo-designada localizada no estado americano da Califórnia, no Condado de San Luis Obispo.

## Geografia
De acordo com o United States Census Bureau, a cidade tem uma área de 22 km², onde todos os 22 km² estão cobertos por terra.

### Localidades na vizinhança
O diagrama seguinte representa as localidades num raio de 40 km ao redor de Cambria. 

## Demografia
Segundo o censo nacional de 2010, a sua população é de 6 032 habitantes e sua densidade populacional é de 273,67 hab/km². Possui 4 062 residências, que resulta em uma densidade de 184,29 residências/km².